# ماغي ميلر
ماغي ميلر (بالإنجليزية: Maggie Millar)‏ هي ممثلة أسترالية، ولدت في 6 يناير 1941 في سيدني في أستراليا. من الجوائز التي نالتها لفافة الشرف النسائية الفيكتورية ‏.

## جوائز
- لفافة الشرف النسائية الفيكتورية [الإنجليزية]‏

## وصلات خارجية
- ماغي ميلر على موقع IMDb (الإنجليزية)
- ماغي ميلر على موقع قاعدة بيانات الفيلم (الإنجليزية)